# Charles du Plessis d’Argentré
Charles du Plessis d’Argentré (* 16. Mai 1673 in Argentré-du-Plessis; † 27. Oktober 1740 in Tulle) war ein französischer Bischof.

## Leben
Charles du Plessis d’Argentré wurde 1673 auf dem Schloss Argentré-du-Plessis bei Vitré in der Bretagne geboren. Er studierte Philosophie am Collège de Beauvais in Paris und Theologie an der Sorbonne. Seit 1698 Mitglied der Société de la Sorbonne, wurde er am 29. März 1700 zum Doktor der Theologie promoviert und war im selben Jahr Zeuge der Wahl und Krönung Papst Clemens’ XI. in Rom. 1702 machte ihn der Herzog von Trémoille, sein Patenonkel, zum Dekan von Saint-Tugal in Laval und 1707 der Bischof von Tréguier zu seinem Generalvikar, zwei Jahre später ernannte ihn der König zu seinem Almosenier. Du Plessis war der erste Almosenier, dem der König das Amt ohne Bezahlung übertrug. In dieser Funktion assistierte er am 25. Oktober 1722 bei der Krönung Ludwigs XV. in Reims. Im Oktober 1723 zum Bischof von Tulle ernannt, empfing er am 10. Juni 1725 in Saint-Sulpice die Weihe.
Bischof du Plessis d’Argentré wird als glaubenstreu, wohltätig und arbeitsam beschrieben. Er hinterließ mehrere Werke theologischen und asketischen Inhalts in französischer und lateinischer Sprache. – Er war der Onkel der Bischöfe Louis-Charles du Plessis d’Argentré von Limoges und Jean-Baptiste du Plessis d’Argentré von Sées.

## Werke
- Analyse de la foi, avec un traité de l’essence et des marques qui distinguent la véritable Ȩglise de Jésus-Christ. Lyon 1698.